# Clematis patens 'Zosumdre'
Cultivar
La clématite patens 'Zosumdre' PBR & PPaf, portant le nom commercial de clématite summerdream 'Zosumdre' PBR & PPaf, est un cultivar de clématite obtenu en 1999 par Win Snoejer aux Pays-Bas.
'Zosumdre' PBR & PPaf est distribué par les pépinières J.Van Zoest situées à Boskoop aux Pays-Bas.

## Description
La clématite patens 'Zosumdre' PBR & PPaf dispose d'une floraison rose bonbon s'ouvrant en forme de coupe puis plus ouverte à maturité. Les étamines sont rouges à l'extrémité puis blanches en se rapprochant du cœur. Elle fait partie des clématites du groupe 2. La fleur de cette clématite a 7 sépales et d'un diamètre de 8 à 10cm.
À taille adulte cette clématite s'élance entre 1,50 m et 2 m.

## Protection
'Zosumdre' PBR & PPaf est protégé par l'Union internationale pour la protection des obtentions végétales sous licence PBR & PPaf sous le numéro : 27658 du 24 juin 2008.

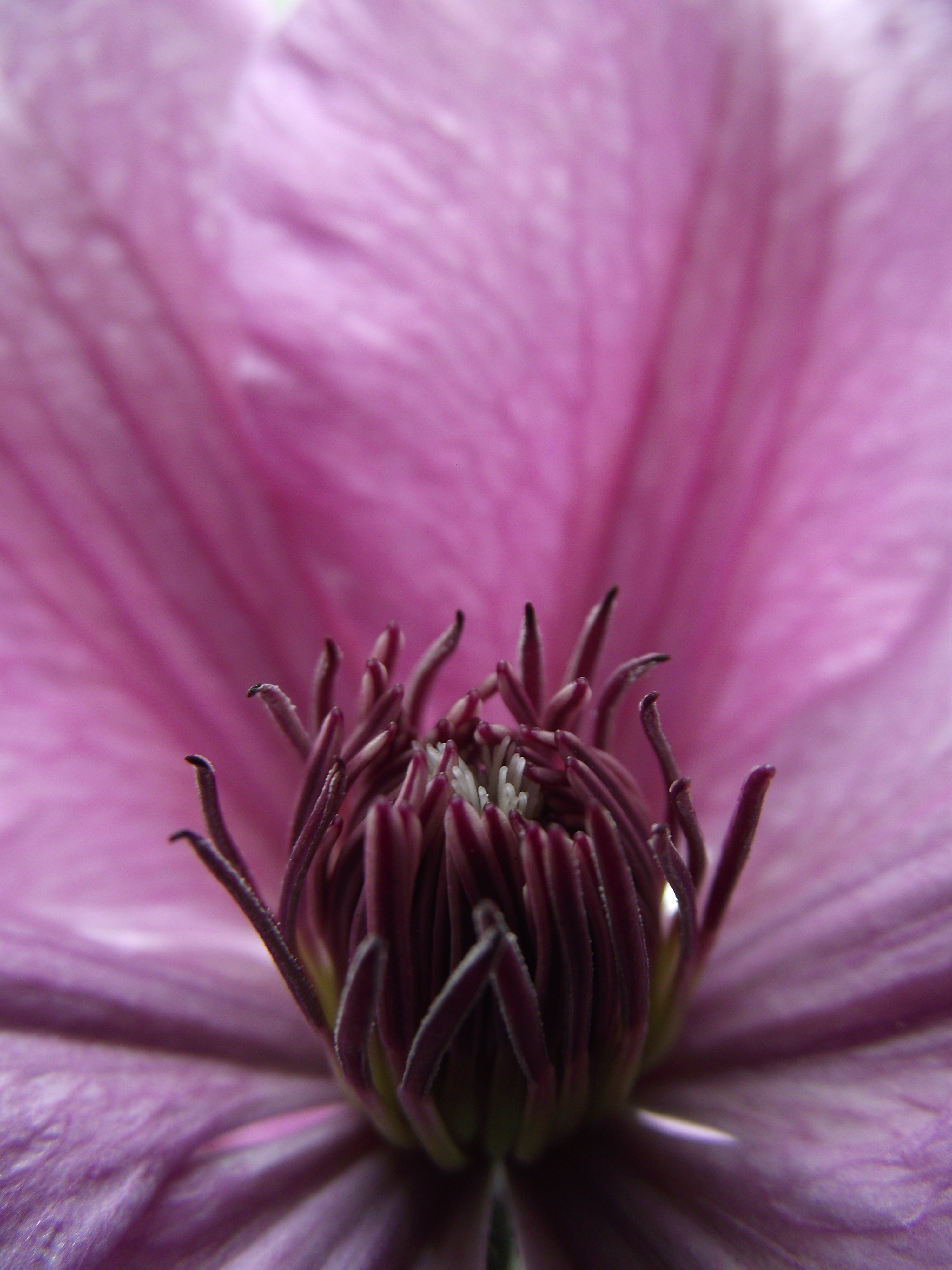
Étamines de Clématite Patens Summerdream 'Zosumdre'PBR & PPaf

## Culture
La clématite Summerdream s'épanouit très bien en pot ou en pleine terre. Cette clématite fleurit sur le bois de l'année précédente au printemps puis sur les pousses de l'année à l'automne.
Cette clématite résiste à des températures jusqu'à moins 20 degrés Celsius.

## Maladies et ravageurs
La clématite Summerdream est sensible à l'excès d'eau ce qui pourra provoquer une pourriture du collet de la plante et ainsi la mort de la clématite.